# Котовка (Тернопольская область)
Котовка (укр. Котівка) — село в Копычинецкой городской общине Чортковского района Тернопольской области Украины.
До 2020 года входило в Гусятинский район.
Код КОАТУУ — 6121682701. Население по переписи 2001 года составляло 807 человек.

## Географическое положение
Село Котовка находится на берегу реки Ничлавка,
выше по течению на расстоянии в 0,5 км расположен город Копычинцы,
ниже по течению на расстоянии в 2 км расположено село Теклевка.
Через село проходит железная дорога, станция Копычинцы в 1,5 км.

## История
- 1678 год — дата основания.

## Объекты социальной сферы
- Школа I—II ст.
- Дом культуры.
- Фельдшерско-акушерский пункт.

## Достопримечательности
- Братская могила советских воинов.